# Te szeress legalább
A Te szeress legalább című album Görbe Nóra 1989-ben megjelent stúdióalbuma, melyet a Rákóczi kiadó jelentetett meg.

## Az album dalai
| Első oldal | Első oldal          | Első oldal                               | Első oldal | Első oldal | Első oldal | Első oldal | Első oldal | Első oldal | Első oldal |
|            | Cím                 | Szerző(k)                                | Hossz      |            |            |            |            |            |            |
| ---------- | ------------------- | ---------------------------------------- | ---------- | ---------- | ---------- | ---------- | ---------- | ---------- | ---------- |
| 1.         | Te szeress legalább | Fényes Szabolcs – Bacsó Péter            | 3:00       |            |            |            |            |            |            |
| 2.         | Vadlány             | Ambrózy István – Mihály                  | 2:45       |            |            |            |            |            |            |
| 3.         | A poszter           | Ambrózy István – Mihály                  | 3:03       |            |            |            |            |            |            |
| 4.         | Csalfa Rómeó        | Bogdán Csaba – Geszti Péter – Görbe Nóra | 3:18       |            |            |            |            |            |            |
| 5.         | Ártatlanul          | Ambróczy István – Mihály                 | 2:58       |            |            |            |            |            |            |
| 17:24      |                     |                                          |            |            |            |            |            |            |            |

| Második oldal | Második oldal       | Második oldal                            | Második oldal | Második oldal | Második oldal | Második oldal | Második oldal | Második oldal | Második oldal |
|               | Cím                 | Szerző(k)                                | Hossz         |               |               |               |               |               |               |
| ------------- | ------------------- | ---------------------------------------- | ------------- | ------------- | ------------- | ------------- | ------------- | ------------- | ------------- |
| 1.            | Neve: Linda         | Szikora Róbert                           | 3:17          |               |               |               |               |               |               |
| 2.            | Úgy vártam          | Németh Alajos – Görbe Nóra – Márkus      | 3:09          |               |               |               |               |               |               |
| 3.            | Vízsugár a Niagarán | Bogdán Csaba – Görbe Nóra – Geszti Péter | 4:04          |               |               |               |               |               |               |
| 4.            | ABC szerelem        | Bogdán Csaba – Görbe Nóra – Geszti Péter | 3:07          |               |               |               |               |               |               |
| 5.            | Így múlik el        | Szikora Róbert                           | 5:00          |               |               |               |               |               |               |
| 18:37         |                     |                                          |               |               |               |               |               |               |               |

## Külső hivatkozások
- Te szeress legalább  (YouTube.com)
- Dalszövegek a zeneszöveg.hu oldalon